# Fattore di merito
Il fattore di merito, fattore di qualità o semplicemente Q (in inglese: Quality factor) è un parametro adimensionale di smorzamento di un'oscillazione, che riassume due parametri fondamentali dell'oscillazione:
- smorzamento;
- frequenza naturale.

Generalmente Q è definito come:
{\displaystyle Q=2\pi \times {\frac {\mbox{Energia immagazzinata}}{\mbox{Energia dissipata per ciclo}}}\,}
ovvero, in modo equivalente:
{\displaystyle Q=\omega \times {\frac {\mbox{Energia immagazzinata}}{\mbox{Dissipazione di potenza}}}\,}
dove con {\displaystyle \omega } viene indicata la pulsazione corrispondente alla frequenza naturale del sistema,
ed energia immagazzinata, dissipata e dissipazione di potenza sono proprietà del sistema sotto analisi.
In particolare il tasso di dissipazione di energia è legato alla costante di tempo della fase decrescente dell'oscillazione. Un Q più alto indica che le oscillazioni si smorzano più lentamente.
Per esempio, un pendolo di alta qualità, sospeso in aria, avrebbe un alto Q, mentre un pendolo immerso in olio ne avrebbe uno basso.
Risuonatori con un alto fattore di merito pilotati sinusoidalmente rispondono con grandi ampiezze (alla loro frequenza di risonanza) ma la loro banda è stretta. Perciò, un circuito di sintonizzazione con alto Q in un ricevitore radio sarebbe più difficile da regolare, ma sarebbe più selettivo; farebbe un lavoro migliore nel filtrare i segnali provenienti da altre stazioni vicine nello spettro di frequenze.
Il concetto di fattore di merito nasce in ingegneria elettronica, come una misura della "qualità" desiderata in un circuito accordato o in un altro tipo di risonatore.

Frequenza di picco (f_{c} nell'immagine) e larghezza di banda (Bandwidth): Δf =f_{2} - f_{1}

Un'altra interpretazione del fattore di merito, è data da:
{\displaystyle Q={\frac {f_{c}}{\Delta f}}\,}
Dove f0 è la frequenza di picco e Δf è la larghezza di banda

## Circuiti RLC
In un circuito RLC in serie il fattore di merito alla frequenza di risonanza è:
{\displaystyle Q={\frac {1}{R}}{\sqrt {\frac {L}{C}}}\,},
dove {\displaystyle R}, {\displaystyle L} e {\displaystyle C} sono rispettivamente resistenza, induttanza e capacità del circuito.
In un circuito RLC in parallelo il fattore di merito è il reciproco del precedente:

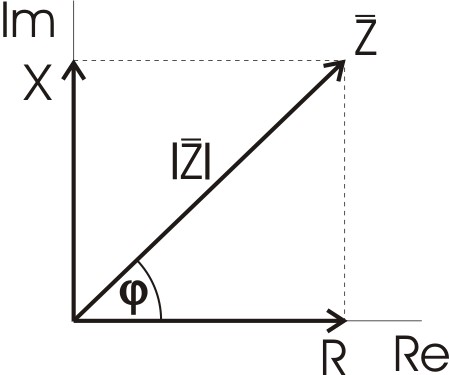
Il rapporto tra reattanza e resistenza è uguale alla tangente dell'angolo di fase

{\displaystyle Q=R{\sqrt {\frac {C}{L}}}\,}.

## Impedenze complesse
Per le impedenze
{\displaystyle {\tilde {Z}}=R+j\mathrm {X} \,}
il fattore di merito è il rapporto tra reattanza e resistenza o in maniera equivalente il valore assoluto del rapporto tra potenza reattiva e potenza attiva:
{\displaystyle Q=\left|{\frac {\mathrm {X} }{R}}\right|\,}
e quindi:
{\displaystyle Q=\left|\tan \phi \right|\,}